# 市井昌秀
市井昌秀（1976年4月1日—），日本男性電影導演。出身於富山縣。已婚，妻子為演員今野早苗。

## 來歷、人物
富山縣立富山中部高等學校、關西學院大學畢業。成為電影導演之前曾經是漫才團體「髭男爵」的成員。
大學就讀期間為了當搞笑藝人，加入了搞笑組合笑飯成員哲夫另組成的「SKIP」，並負責吐槽。
在那之後，市井在2000年以研究生加入劇團東京乾電池。但他之後過著當上班族的生活有2年的時間。直到2003年進入電影學校ENBU講座就學學習電影製作，並受到講師、電影導演熊切和嘉的啟發下，下定決心要成為電影導演。2004年從ENBU講座畢業之後，市井自主執導的2部長篇電影《房總》、《隼》因為在影展中得獎而受到注目。
2019年5月22日，市井與妻子今野早苗2人筆名「市井點線」發表新書小說《颱風家族》（Kino Books發售）。同年6月，宣佈翻拍成電影，並自行擔任導演和編劇。但因出演該電影的演員新井浩文涉嫌性侵，而延遲至9月公開上映。

## 執導作品、獲獎歷
- 房總（2004年／DV／彩色／25分鐘）
- 隼（2005年／DV／彩色／73分鐘）

第28回Pia Film Festival（2006年）準大獎&技術獎
香港亞洲電影節（2007年）競爭部門「New Talent Award」Grand
- 無防備（日语：無防備）（2007年／HD／彩色／88分鐘）

第30回Pia Film Festival（2008年）大獎&技術獎&Gyao獎
第13回釜山國際電影節（2008年）新人導演作品競爭部門最高獎（New Currents Award）
第59回柏林國際影展 論壇部門正式首映作品
- 33人×乃木坂46·高山一實×市井昌秀「進路指導」（2012年2月22日，收錄在乃木坂46單曲「窗簾圍繞」TypeA中）
- 女（2012年9月22日，ENBU講座）
- 宅男之戀（日语：箱入り息子の恋）（2013年6月8日，Kino Films（日语：キノフィルムズ））

第54回日本電影導演協會新人獎
- DramaW（日语：ドラマW） 十月十日的進化論（2015年3月28日，WOWOW）

第52回銀河獎獎勵獎
平成27年日本民間放送聯盟 電視劇部門 優秀獎
東京國際戲劇節2015 單發特別劇部門·優秀獎
- 我們的晚餐在明天等著（日语：僕らのごはんは明日で待ってる）（2017年）－導演、編劇[11]
- 春&夏（2017年）－導演[12]
- 颱風家族（2019年）導演、編劇
- （2019年，ABC電視台）

## 外部連結
- 市井昌秀 （日語）－DIRECORTS倶樂部公式官網的介紹頁面。
- （日語）－Movie Collection
- 市井昌秀 （页面存档备份，存于） （日語）－allcinema（日语：allcinema）
- 市井昌秀 （页面存档备份，存于） （日語）－KINENOTE（日语：キネマ旬報映画データベース）
- Masahide Ichii在互联网电影资料库（IMDb）上的資料（英文）